# Bianca Henninger
Bianca Moreno Henninger (* 22. Oktober 1990 in Los Gatos, Kalifornien) ist eine ehemalige US-amerikanisch-mexikanische Fußballtorhüterin.

## Karriere

### Vereine
Henninger besuchte von August 2004 bis zum Frühjahr 2008 die „Archbishop Mitty High School“ in San José und spielte in deren Frauenfußballmannschaft. Mit den „Monarch's“ gewann sie zweimal die US-College-Meisterschaft 2006 und 2007. Als Absolventin der Santa Clara University spielte sie vom 18. bis zum 21. Lebensjahr in deren Fußballmannschaft, den „Santa Clara Broncos“. Anfang 2012 wurde sie vom WPS-Franchise Philadelphia Independence gedraftet. Da die Liga jedoch kurz vor Saisonstart aufgelöst wurde, wechselte Henninger zu New York Fury in die Women’s Premier Soccer League, der 2. Liga im US-amerikanischen Frauenfußball. Für die „Fury's“ kam sie 2012 nur einmal zum Einsatz.
Anfang 2013 wurde sie im sogenannten „Supplemental Draft“ zur neugegründeten NWSL, der höchsten Liga im US-amerikanischen Frauenfußball, vom FC Kansas City verpflichtet. Ihr Ligadebüt gab Henninger am 13. Juni 2013 (12. Spieltag) beim 2:0-Sieg im Auswärtsspiel gegen die Chicago Red Stars. Über ein Leihgeschäft gelangte sie gemeinsam mit ihrer Vereinsspielerin Erika Tymrak zur Saison 2013/14 zum deutschen Bundesligisten FC Bayern München.
Mit Ablauf der Leihfrist zum Jahresende 2013 endete für Henninger die Spielzeit bei den Bayern – ohne ein Spiel bestritten zu haben. Gemeinsam mit Erika Tymrak kehrte sie in die Vereinigten Staaten zurück und wechselte im Januar 2014 zu den Houston Dash. Nachdem sie 20 Punktspiele bestritten hatte, wurde sie für die Spielzeit 2016/17 auf Leihbasis an den australischen Erstligisten Melbourne Victory abgegeben. Ihr Debüt gab sie dort am 6. November 2016 (1. Spieltag) beim 3:3-Unentschieden im Auswärtsspiel gegen Adelaide United. Anfang April 2017 wurde Henninger von den Houston Dash zunächst freigestellt, erhielt jedoch im August einen neuen Vertrag als Vertreterin der verletzten Stammtorhüterin Lydia Williams. Mit dem Ende der Spielzeit 2019 beendete sie ihre Karriere.

### Nationalmannschaft
Nachdem die weibliche U-18-Nationalmannschaft der Vereinigten Staaten bereits von 1998 bis 2001 bestanden hatte, wurde sie 2008 wiederbelebt, um Spielerinnen, die aus der U-17 hervorgingen aber noch zu jung für die U-20-Auswahlmannschaft waren, internationale Spielpraxis zu vermitteln. Aus ihr sollten Spielerinnen für eine künftige Kernmannschaft gewonnen werden, die die sich für die U-20-Weltmeisterschaft 2010 qualifizieren sollte; zum 24-köpfigen Kader von Trainer Dean Duerst gehörte auch Bianca Henninger.
Ihr erstes Länderspiel für diese Auswahlmannschaft bestritt sie am 10. März 2008 in La Manga beim 2:0-Sieg gegen die U-19-Auswahlmannschaft Schwedens.
Henninger nahm an der vom 21. bis 30. Januar 2010 in Guatemala ausgetragenen CONCACAF U-20-Meisterschaft teil und debütierte im Nationaltrikot der U-20-Nationalmannschaft, die am 21. Januar in Guatemala-Stadt mit 6:0 gegen die Auswahl Jamaikas gewann.

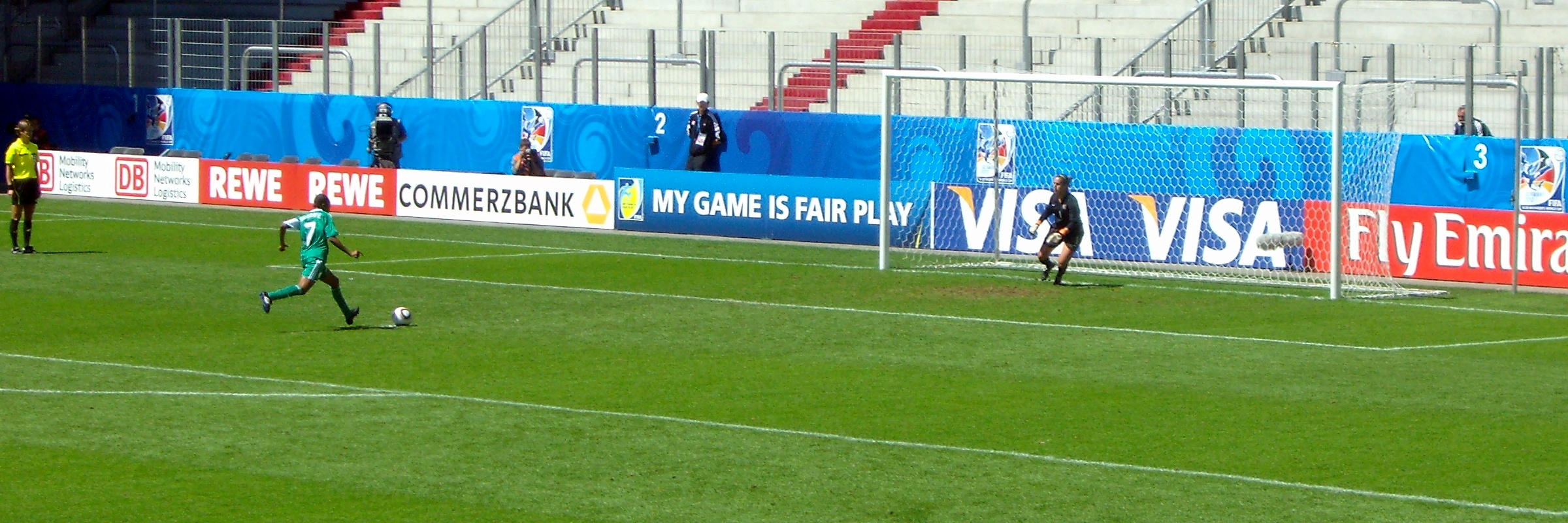
Henninger (im Tor)
in einer Szene beim Elfmeterschießen im Viertelfinale gegen Nigeria während der U-20-Weltmeisterschaft 2010

In den nachfolgenden Turnierspielen blieb sie mit der Mannschaft gegen die Auswahlen Trinidad und Tobagos (4:0, am 23. Januar), Mexikos (2:1; am 25. Januar) und Costa Ricas (2:1, am 28. Januar) ungeschlagen und erreichte am 30. Januar das Finale, das mit 1:0 gegen die Auswahl Mexikos ebenfalls gewonnen wurde.
Sie nahm an der vom 13. Juli bis 1. August 2010 in Deutschland ausgetragenen U-20-Weltmeisterschaft teil, bestritt alle drei Gruppenspiele und schied im Viertelfinale mit 2:4 im Elfmeterschießen gegen die Auswahl Nigerias aus dem Turnier aus. 
Dennoch wurde sie mit dem Goldenen Handschuh für ihre Leistungen ausgezeichnet.
Von 2011 bis 2012 gehörte sie dem Kader der U-23-Auswahlmannschaft der Vereinigten Staaten an und debütierte am 19. Juni 2011 beim 4:0-Sieg gegen die Auswahl Schwedens. Im November 2015 wurde sie erstmals in den Kader der Nationalmannschaft Mexikos berufen. Ihr Debüt für die A-Nationalmannschaft gab sie schließlich am 4. Februar 2017 in Vancouver bei der 2:3-Niederlage im Testspiel gegen die Nationalmannschaft Kanadas. Am 8. Juli 2017 verlor sie mit der A-Nationalmannschaft ein Testspiel gegen die Nationalmannschaft Schwedens.

## Erfolge
- CONCACAF U-20-Meister 2010

## Auszeichnungen
- Goldener Handschuh 2010 (Beste Torhüterin der U-20-Weltmeisterschaft)